# AK-47
Avtomat Kalašnikova obrazca 47 (rusky Автомат Калашникова образца 1947 года, do češtiny přeložitelné jako Kalašnikovův automat vzor 1947), známý pod zkratkou AK-47 nebo zjednodušeně jako kalašnikov, je jedna z nejznámějších útočných pušek světa. Sestrojena byla v SSSR mladým sovětským konstruktérem Michailem Timofejevičem Kalašnikovem. Ten při návrhu zbraně přebíral prvky z celé řady starších i novějších automatických a útočných pušek, zejména konkurenčního návrhu konstruktéra Bulkina TKB-415, dále samonabíjecích pušek SKS a SVT, německé útočné pušky StG 44, ale i české pušky ZH 29, americké Remington Model 8, sovětské AS-44. Jeho konstrukce je však původní a v mnohém je překonává.
Projektové práce na AK-47 začaly v posledním roce druhé světové války (1945). V roce 1946 byl AK-47 podroben oficiálním vojenským zkouškám a v roce 1948 byla verze s pevnou pažbou uvedena do aktivní služby ve vybraných jednotkách Sovětské armády. Jeden z prvních návrhů konstrukce byl AKS (S-Skladnoj nebo „skládací“) vybavený sklopnou kovovou ramenní opěrkou. V roce 1949 byl AK-47 oficiálně přijat sovětskými ozbrojenými silami a využívala ho i většina členských zemí Varšavské smlouvy.
I po sedmdesáti letech jsou tento model a jeho varianty stále široce používanými a nejpopulárnějšími útočnými puškami na světě. Zbraň si drží spolehlivost za náročných podmínek, má nízké výrobní náklady, je dostupná prakticky v každé geografické oblasti a její obsluha je snadná. AK-47 byl vyráběn v mnoha zemích, dočkal se služby v ozbrojených složkách, stejně jako nepravidelných silách po celém světě a byl základem pro vývoj mnoha dalších typů.

## Historie

### Počátky
Na počátku východního tažení byli němečtí vojáci často konfrontováni s účinností sovětských automatických pušek AVS-36 a AVT-40 ve výzbroji jednotek Rudé armády. To přimělo německé konstruktéry, aby obnovili vývoj vlastní zbraně podobného typu. Výsledkem byla FG 42, automatická puška pro speciální jednotky, a „strojní karabina“ Mkb 42(H), která však přišla do výzbroje německých jednotek teprve v březnu 1943, a z ní vyvinutá útočná puška MP 43, po drobných úpravách přeznačená jako StG 44. Inovací u zbraní vyvinutých z Mkb 42(H) bylo použití zkráceného puškového náboje 7,92 × 33 mm Kurz. Zkrácený náboj umožnil kompromis mezi palebnou silou samopalu a dostřelem a přesností pušky: dovolil ke zbrani připojit zásobník s větší kapacitou nábojů, než měly pušky, a současně umožnil přesnou střelbu na větší vzdálenost, než bylo možné u pistolí a samopalů. 15. července 1943 byl Sturmgewehr předveden lidovému komisariátu výzbroje SSSR. Na Sověty Sturmgewehr udělal takový dojem, že se okamžitě pustili do vývoje vlastní automatické zbraně na zkrácený puškový náboj, která by nahradila jak pušky Mosin-Nagant, tak i samopaly PPŠ-41, jimiž byla vyzbrojena většina sovětské armády.
Sověti brzy vyvinuli náboj 7,62 × 39 mm M43, používaný v poloautomatické karabině SKS a lehkém kulometu RPD. Krátce po druhé světové válce vznikla puška AK-47, která  v sovětských službách postupně nahradila SKS. Varianta AKM, představená v roce 1959, je lehčí verze z lisované oceli a nejrozšířenější verzí celé řady palných zbraní AK. V 60. letech Sověti představili lehký kulomet RPK, zbraň typu AK se silnějším závěrem, delší těžkou hlavní a dvojnožkou, který nakonec nahradil lehký kulomet RPD.

### Koncepce

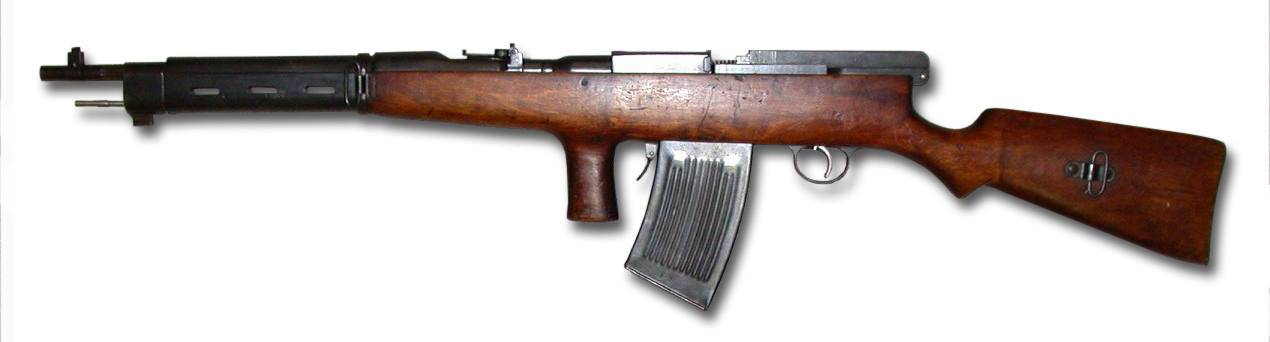
Avtomat Fjodorova

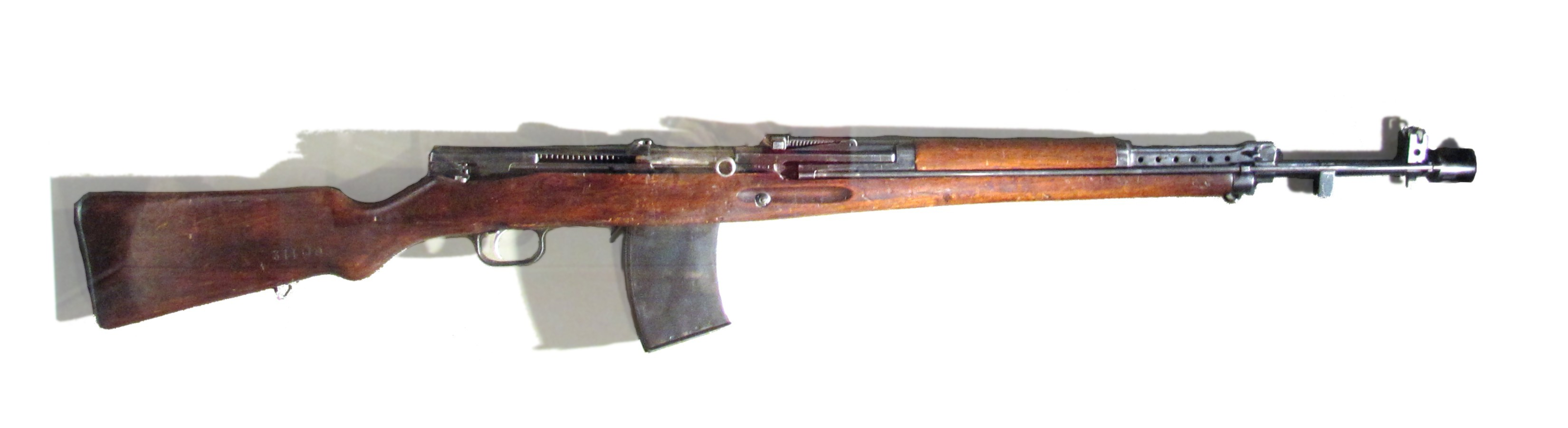
Simonov AVS-36

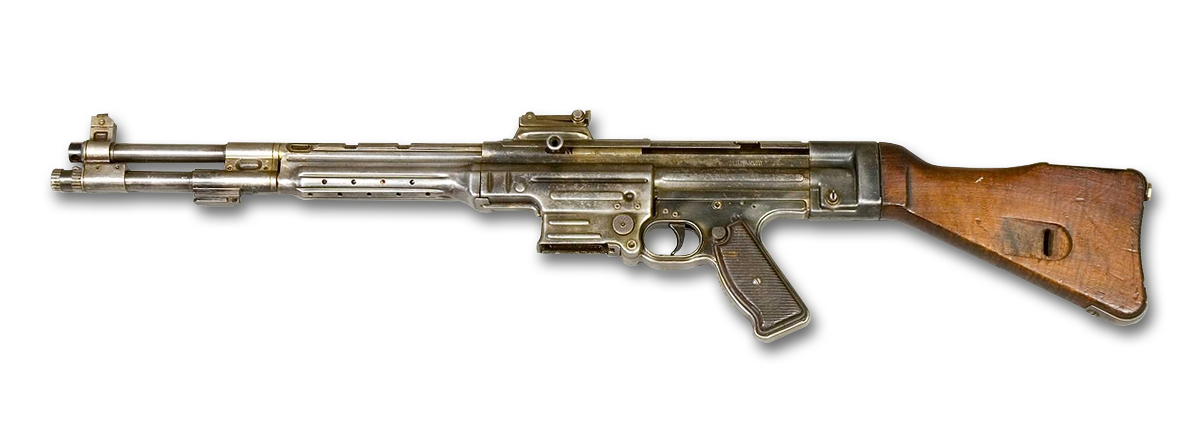
Mkb.42 Haenel/MP43A

Michail Kalašnikov zahájil svou kariéru jako konstruktér zbraní v roce 1941, zatímco se zotavoval ze poranění ramene, které utrpěl během bitvy u Brjansku. Sám Kalašnikov uvedl: „Byl jsem v nemocnici a voják v posteli vedle mě se zeptal: „Proč mají naši vojáci jen jednu pušku pro dva nebo tři naše muže, když Němci mají automaty?“ Tak jsem jeden navrhl. Byl jsem vojákem a pro vojáka jsem sestrojil kulomet. Nazýval se Avtomat Kalašnikova, automatická zbraň Kalašnikova – AK – a nesl rok první výroby, 1947.“
AK-47 je nejlépe popisován jako hybrid předchozích technologických inovací pušek. Kalašnikov se rozhodl navrhnout automatickou pušku kombinující nejlepší vlastnosti americké M1 Garand a německé StG 44. Kalašnikovův tým měl k těmto zbraním přístup a nemusel „znovu vynalézat kolo“. Kalašnikov sám poznamenal: „Mnoho ruských vojáků se mě ptá, jak se člověk může stát konstruktérem a jak se nové zbraně vyvíjejí. Jde o velmi obtížné otázky. Zdá se, že každý konstruktér má svou vlastní cestu, vlastní úspěchy a neúspěchy. Ale jedna věc je jasná: před pokusem vytvořit něco nového je důležité mít dobré znalosti všeho, co již v této oblasti existuje. Sám jsem měl mnoho zkušeností, které to potvrzují.“ Kalašnikov údajně okopíroval i další návrhy, jako byl Bulkinův prototyp TKB-415 nebo Simonovova AVS-31.

### První konstrukce
Michail Kalašnikov se začal konstrukcí samopalu pro náboj 7,62 × 39 mm M43 zabývat v roce 1942 a lehkého kulometu v roce 1943. V roce 1944 vstoupil do soutěže s novou poloautomatickou karabinou fungující na principu odběru prachových plynů se systémem s dlouhým pohybem pístu a ráží 7,62 × 39 mm, silně ovlivněnou americkou M1 Garand. Jeho návrh však s konkurenční zbraní SKS-45 Simonov prohrál.
V roce 1946 byla zahájena soutěž na novou útočnou pušku a Kalašnikov potvrdil vstup. Šlo o pušku fungující na principu odběru prachových plynů se systémem s krátkým pohybem pístu nad hlavní, závěrem podobným, jako měla jeho karabina z roku 1944 a zakřiveným zásobníkem na 30 nábojů. Kalašnikovovy pušky AK-1 (s obráběným pouzdrem závěru) a AK-2 (s pouzdrem závěru vyrobeným z lisovaného plechu) se ukázaly jako spolehlivé zbraně a byly přijaty do druhého kola soutěže spolu s dalšími návrhy. Tyto prototypy (také známé jako AK-46) měly rotační závorník, dvoudílné pouzdro závěru s odděleným chránítkem spouště, dvojí kontrolu (oddělená pojistka a přepínač režimu střelby) a nevratnou natahovací páku umístěnou na levé straně zbraně. K dopracování konstrukce a výrobě prototypů byl koncem roku 1946 Kalašnikov přeložen z Vědecko-výzkumného polygonu střelecké a minometné výzbroje v Šurovu u Moskvy (kde působil od roku 1942) do zbrojovky v Kovrovu ve Vladimirské oblasti. Na konci roku 1946 byly pušky testovány a jeden z kovrovských konstruktérů, Alexandr Zajcev, navrhl zbraň ještě překonstruovat ke zlepšení spolehlivosti. Zpočátku Kalašnikov nebyl ochotný, protože pušky už tak dopadly lépe než u jeho konkurentů, nakonec ho ale Zajcev přesvědčil a zbraň spolu radikálně přepracovali.
V listopadu 1947 byly dokončeny nové prototypy AK-47. Tyto modely využívaly systém s dlouhým pohybem pístu. Horní a spodní pouzdra závěru byla spojena do jednoho pouzdra závěru. Volič režimu střelby a pojistka byly sloučeny do jediné páky na pravé straně pušky. Natahovací páka byla jednoduše připojena k nosiči závorníku. Toto zjednodušilo konstrukci a výrobu pušky. Verze Kalašnikova-Zajceva měla u hodnotící komise úspěch. K výrobě nové zbraně byl určen závod v Iževsku v Udmurtské republice, kam byl Kalašnikov přeložen koncem roku 1947. První armádní zkoušky začaly na počátku roku 1948. Nová zbraň se ukázala být spolehlivá v širokém rozmezí podmínek a pohodlná na obsluhu. V roce 1949 byla přijata sovětskou armádou.
Hugo Schmeisser, německý konstruktér útočné pušky StG 44, po válce žil a pracoval v Iževsku, kvůli čemuž (a kvůli podobnému vzhledu StG 44) – u autorů neznalých Kalašnikovovy práce v Šnurovu a Kovrovu – vznikl názor, že Schmeisser je jedním z tvůrců konstrukce AK-47. V českých popularizačních médiích se dokonce objevuje tvrzení, že „Schmeisser pracoval pod Kalašnikovem“.

### Další vývoj

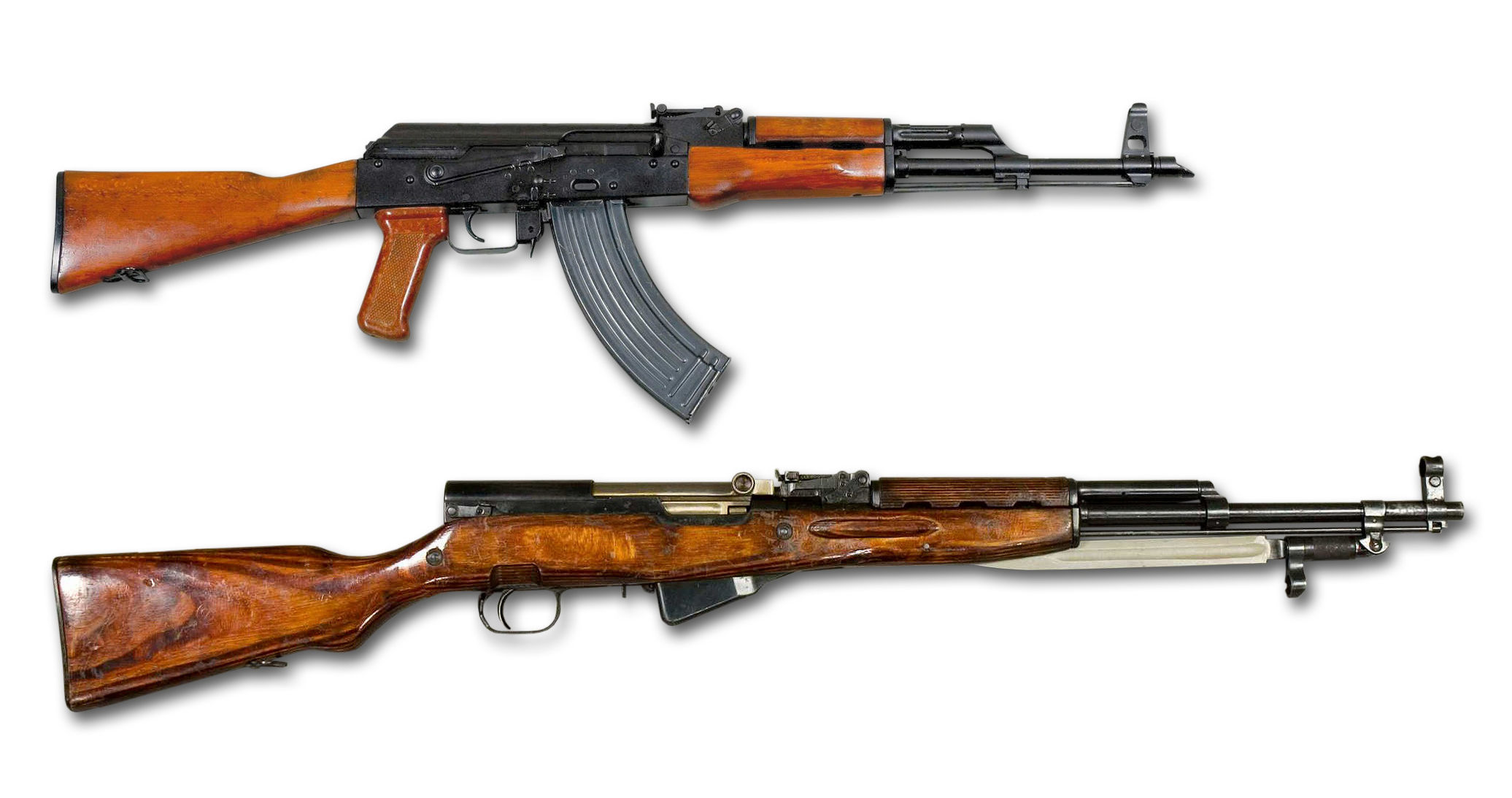
AKM a SKS-45

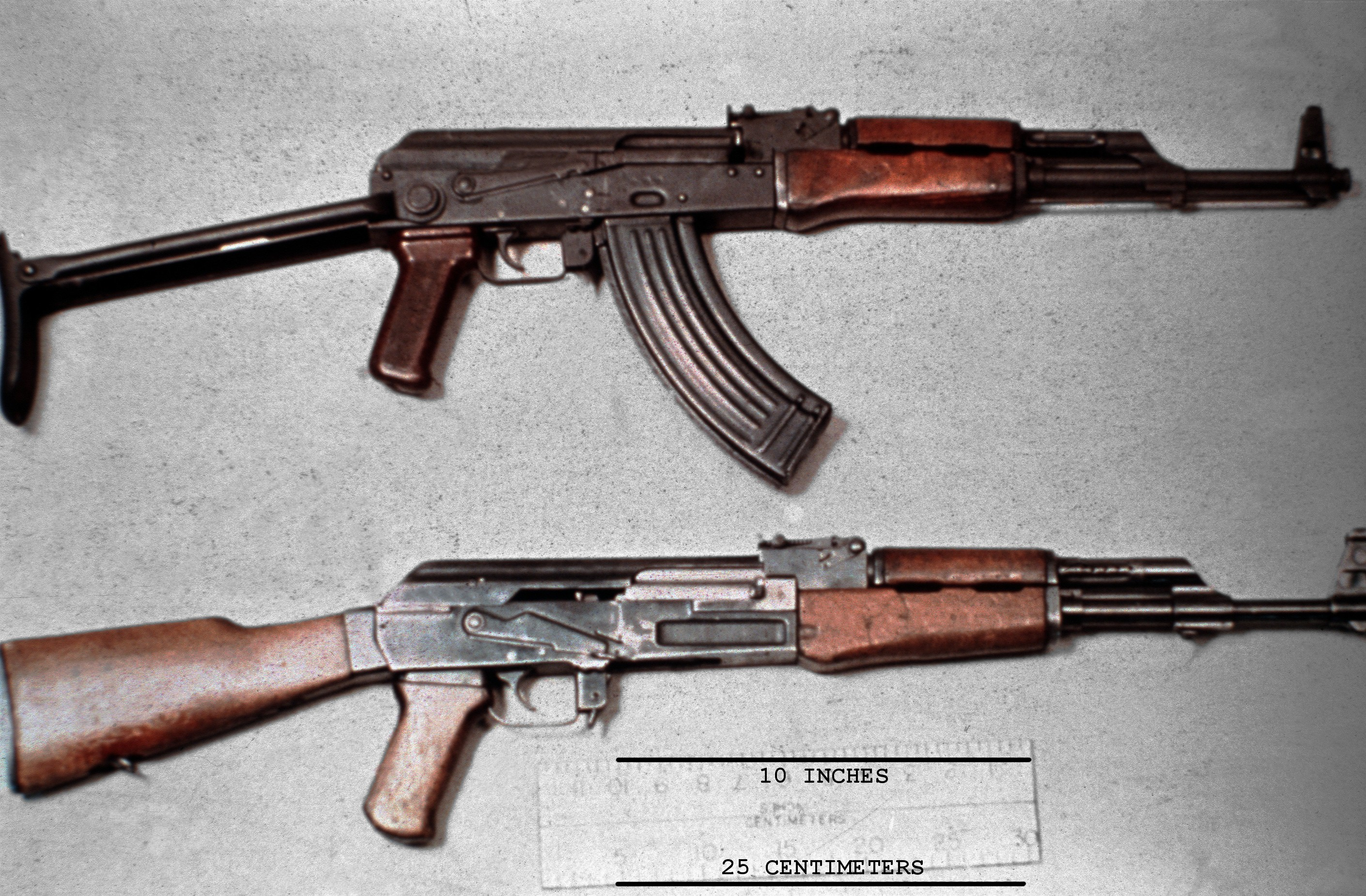
AKMS s lisovaným pouzdrem závěru typ 4B (nahoře) a AK-47 s obráběným pouzdrem závěru typ 2A

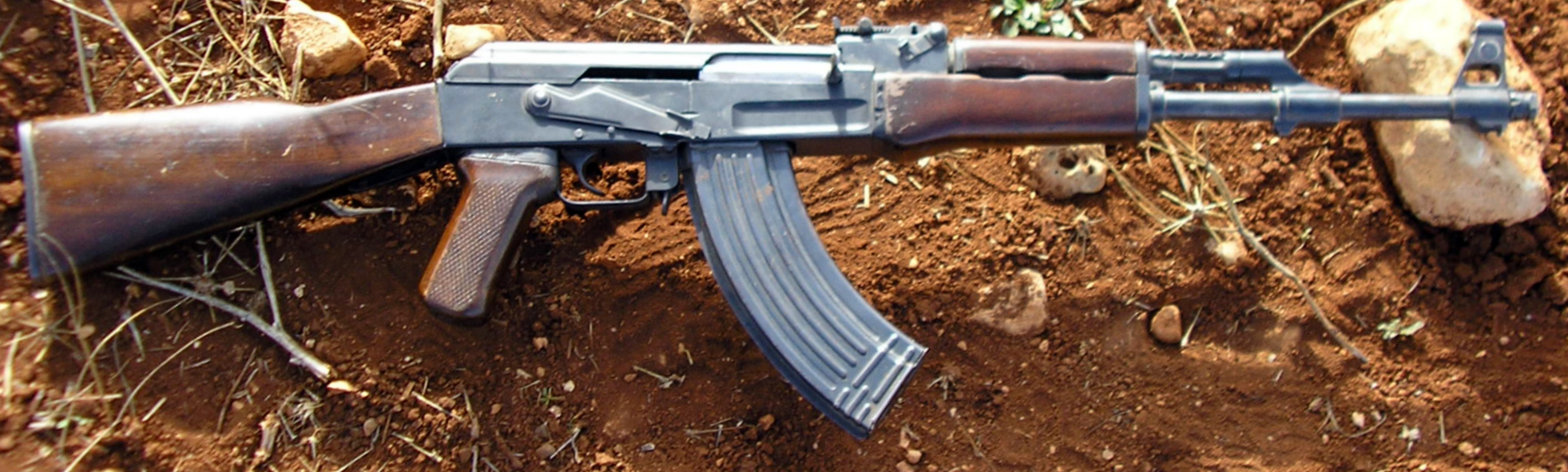
AK-47 z roku 1955 s obráběným pouzdrem závěru typ 3A

Během počáteční fáze výroby se objevilo mnoho potíží. První modely měly pouzdro závěru vyrobené z lisovaného plechu, obráběnou hlavu pouzdra závěru a lisovaný rám. Problémy nastaly při svařování částí vyhazovače, což způsobilo vysokou zmetkovost. Místo zastavení výroby bylo lisované pouzdro závěru nahrazeno asi o 2,2 libry těžším obráběným pouzdrem závěru. Šlo o nákladnější proces, ale použití obrobených částí zrychlilo výrobu a také byly využity nástroje a pracovní síla zvyklá obrábět části starých pušek Mosin-Nagant. Částečně kvůli těmto problémů nebyl SSSR schopen distribuovat velké množství nové pušky armádě až do roku 1956. Během této doby také pokračovala výroba pušek SKS.
Poté, co byly překonány výrobní potíže neobráběných pouzder závěru, byla přepracovaná verze označena AKM (M jako „modernizovaný“) a představena v roce 1959. Tento nový model měl pouzdro závěru lisované z plechu a šikmý kompenzátor zdvihu na konci hlavně. Kromě toho byl vylepšen úderný mechanismus, který brání dopadu kladívka na úderník před úplným uzavřením závěru při rychlé palbě. Toto je někdy označováno jako „redukce kadence“. Také má za následek snížení počtu výstřelů za minutu během automatické palby. AKM je také zhruba o třetinu lehčí než předchozí model. V 60. letech byl také představen lehký kulomet RPK, zbraň typu AK-47 se silnějším pouzdrem závěru, delší hlavní a dvojnožkou, který nahradil lehký kulomet RPD.
| Typ pouzdra závěru | Popis |
| ------------------ | --- |
| Typ 1A/B           | Původní pouzdro z lisovaného plechu pro AK-47; 1B upravené pro sklopnou opěrku. Na každé straně se nachází velká díra pro příslušenství ke sklopné opěrce. (Systém pojmenování pokračuje u všech typů.)                                             |
| Typ 2A/B           | První obráběné pouzdro závěru vyrobené z ocelového výkovku. Do výroby vstoupilo roku 1949. Typ 2A má charakteristickou vložku, která spojuje pažbu s pouzdrem závěru, které je po stranách směrem k hlavni vyfrézované kvůli odlehčení.             |
| Typ 3A/B           | „Finální“ verze obráběného pouzdra závěru AK-47 vyrobená z kusu oceli (tyče). Do výroby vstoupila v letech 1953 a 1954. Jde o nejrozšířenější typ obráběného pouzdra závěru AK-47. Podobně jako u předchozího typu je po stranách část vyfrézovaná. |
| Typ 4A/B           | Pouzdro závěru AKM je vyrobeno z hladkého plechu 1 mm silného, spoje jsou z nýtů a kolíků. Do výroby vstoupilo roku 1959. Jde o nejrozšířenější konstrukci série pušek AK.                                                                          |

Jak licencované, tak i nelicencované zbraně typu Kalašnikov vyrobené v zahraničí jsou téměř výhradně varianty AKM, částečně kvůli mnohem snadnější výrobě lisovaného pouzdra závěru. S tímto modelem se lze nejčastěji setkat, protože byl vyráběn v mnohem větších počtech. Všechny pušky založené na principu Kalašnikov jsou na Západě často označovány jako AK-47, i když správné je to pouze v případech původních tří typů pouzdra závěru. Ve většině zemí bývalého východního bloku je zbraň známá jednoduše jako „kalašnikov“ nebo „AK“. Rozdíly mezi obráběným a lisovaným pouzdrem závěru jsou v použití spíše nýtů než svarů. Dále má AKM nad zásobníkem umístěnou malou západku, která ho v rámu lépe stabilizuje.

### Náhrada
Varianty AK-47 a AKM byly v SSSR od roku 1974 nahrazovány novější konstrukcí AK-74, která používá střelivo 5,45 × 39 mm. Přesto je to stále jedna z nejznámějších zbraní světa.

## Konstrukce

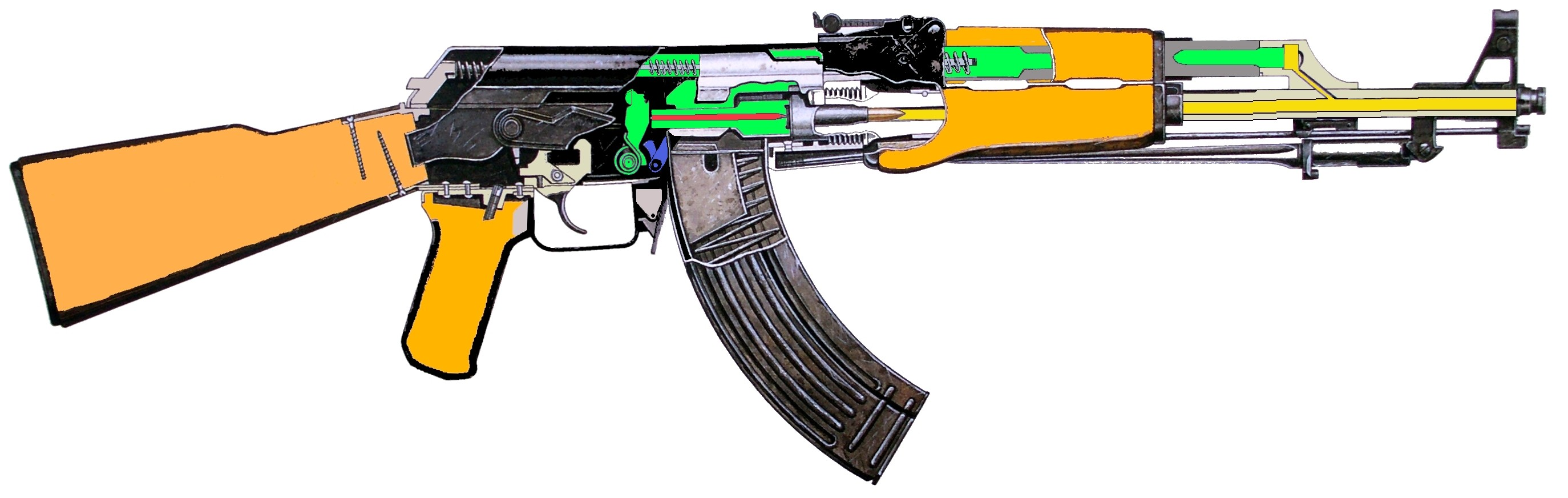
Systém AK-47

Puška používá náboj 7,62 × 39 mm vzor 43, poprvé využitý u samonabíjecí karabiny Simonov. Zbraň při střelbě využívá tlaku prachových plynů odebíraných z hlavně prostřednictvím plynového kanálku. Kvůli ne naprosto těsnící konstrukci závěru je ovšem velice náchylná na přímý kontakt s nečistotou. Například po ponoření v bahně se závěr s největší pravděpodobností znečistí a zadrhne. Nebude tedy sám plně cyklovat a dovolí pouze manuálně operovanou střelbu.  Značnou nevýhodou je její hmotnost. Při hmotnosti 4,3 kg nejde o právě nejlehčí zbraň.
Určitou nevýhodou konstrukce je, že závěr je těžký, takže zpětný ráz je velký. Mířidla jsou sice odolná a jednoduchá, ale neumožňují přesnou střelbu na větší vzdálenosti, čímž znemožňují plné využití potenciálu zbraně. Zbraň také nemá tzv. střeleckou pohotovost, kdy závěr zůstane po vyprázdnění zásobníku otevřený. Tato funkce je užitečná k okamžitému rozlišení prázdného zásobníku (např. od případné poruchy/selhání) a pomáhá k rychlejšímu přebití po výměně zásobníku. Z důvodu absence střelecké pohotovosti může nastat krajně nepříjemná situace, kdy střelec zkusí pokračovat v boji s již prázdnou zbraní (tzv. „cvaknutí mrtvého muže“ – „dead man's click“). Původní verze neobsahuje žádné lišty pro příslušenství, takže montáž kolimátorového zaměřovače a podobných moderních doplňků je obtížná.
- Roku 2006 se vyrábějí kalašnikovy nelegálně v třiceti zemích světa.[20]
- V roce 2009 hrozí výrobci bankrot[21] a Rusko začíná podnikat kroky k zajištění licence AK-47.[22]
- Roku 2014 se dostává výrobce opět do zisku.[23] Výrobcům AK-47 v USA končí licence.[24]
- Od roku 2015 bude vyrábět v USA AK-47 společnost RWC.[25]
- Československý samopal vzor 58 sice zvnějšku připomíná AK-47, ale jeho vnitřní mechanismus je zcela odlišný.
- Izraelská puška IMI Galil se inspirovala v AK-47.

## Technické údaje

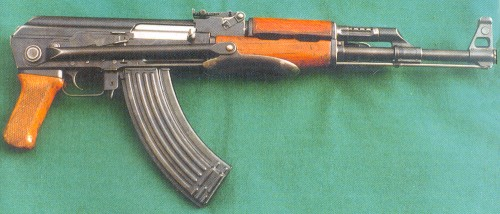
AK-47 v provedení se sklopnou ramenní opěrkou (AKS-47)

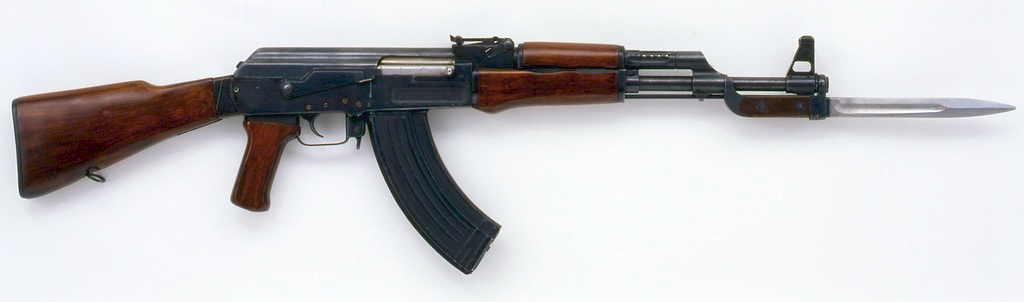
AK-47 Typ 2A s bajonetem 6H2

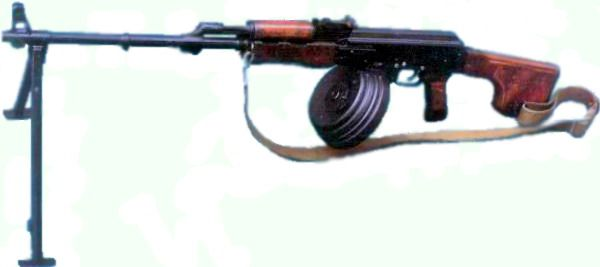
RPK – kulomet pracující na principu AK-47

| Délka hlavně     | Délka hlavně               | 415 mm      |
| Délka zbraně:    | AK-47                      | 870 mm      |
| Délka zbraně:    | AK-47 se sklopenou opěrkou | 651 mm      |
| Hmotnost zbraně: | s prázdným zásobníkem      | 4,30 kg     |
| Hmotnost zbraně: | s plným zásobníkem         | 4,88 kg ??? |
| Ran za sekundu   | Ran za sekundu             | 10          |

### Verze
- AK-47 – verze s pevnou pažbou
- AKN-47 – verze AK-47 s lištou na levé straně zbraně pro noční zaměřovače
- AKS-47 – verze se sklopnou ramenní opěrkou
- AKSN-47 – verze AKS-47 s lištou na levé straně zbraně pro noční zaměřovače

### Modernizace
- AKM, 7,62 × 39 mm – odlehčená, modernější a levnější varianta AK-47
- RPK, 7,62 × 39 mm – kulometná verze odvozená od AKM
- AK-74 5,45 × 39 mm – předělaná verze AKM na moderní střelivo
- RPK-74 – modernizace RPK na moderní střelivo
- AK-101 – modernizace AK-74 pro náboje 5,56 × 45 mm NATO
- AK-103/AK-104 – modernizace AK-74
- AK-107/AK-108 – modernizace AK-74
- AK-12

## V populární kultuře
AK-47 se díky své popularitě a exaktnímu vzhledu stal i často používaným kulturním prvkem. Ve filmech a videohrách (jako například GTA: San Andreas) bývá často vyobrazen jako zbraň používaná gangstery. Dostal se i na vlajku jihoafrického Mosambiku jako odraz skutečnosti, že tamější revoluce proti portugalským kolonizátorům byla z velké části podporována východním blokem. AK-47 se také používá jako jméno kroku v dancehallovém tanci.

## Galerie

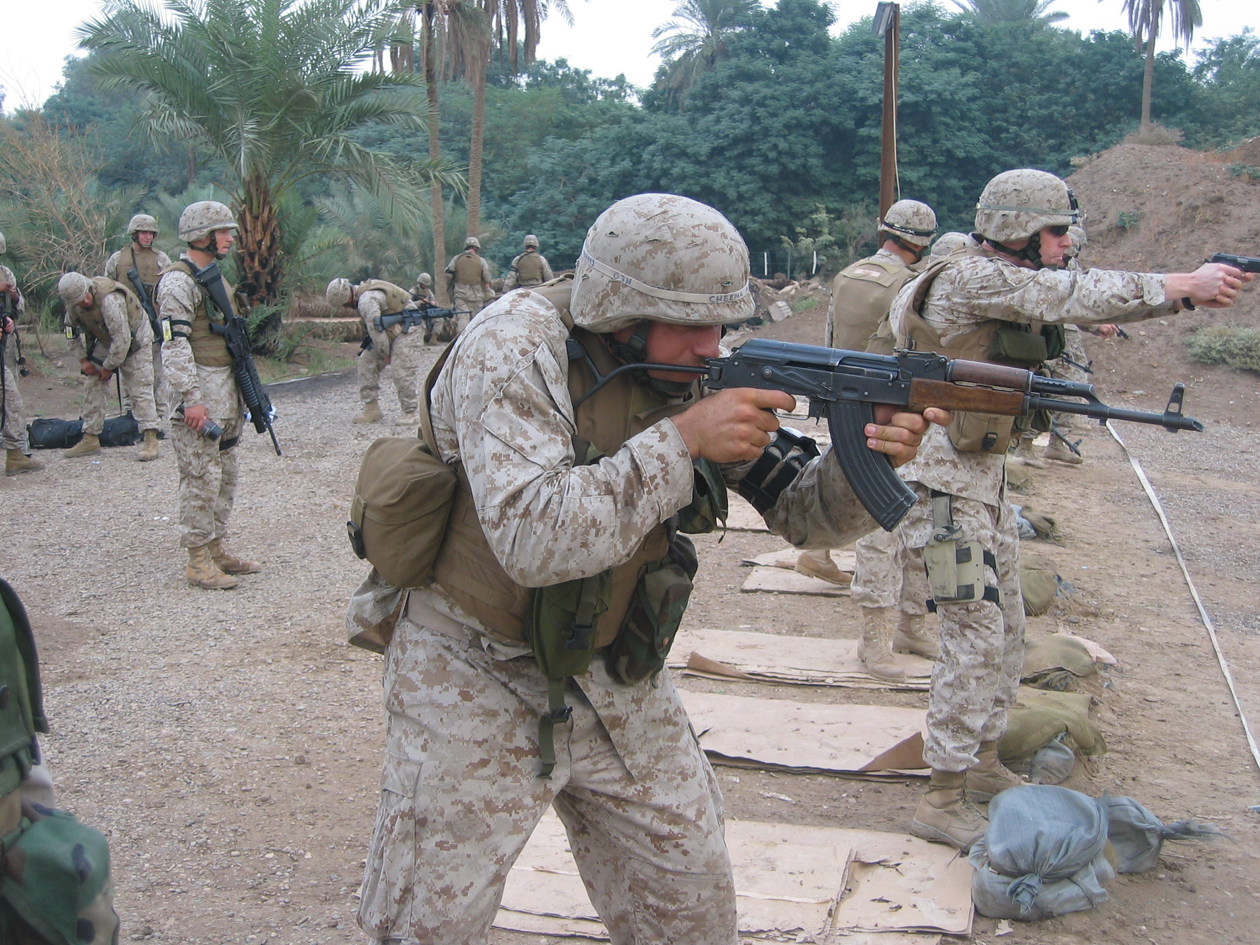
Americký mariňák v Iráku, zkoušející si palbu z AKMS
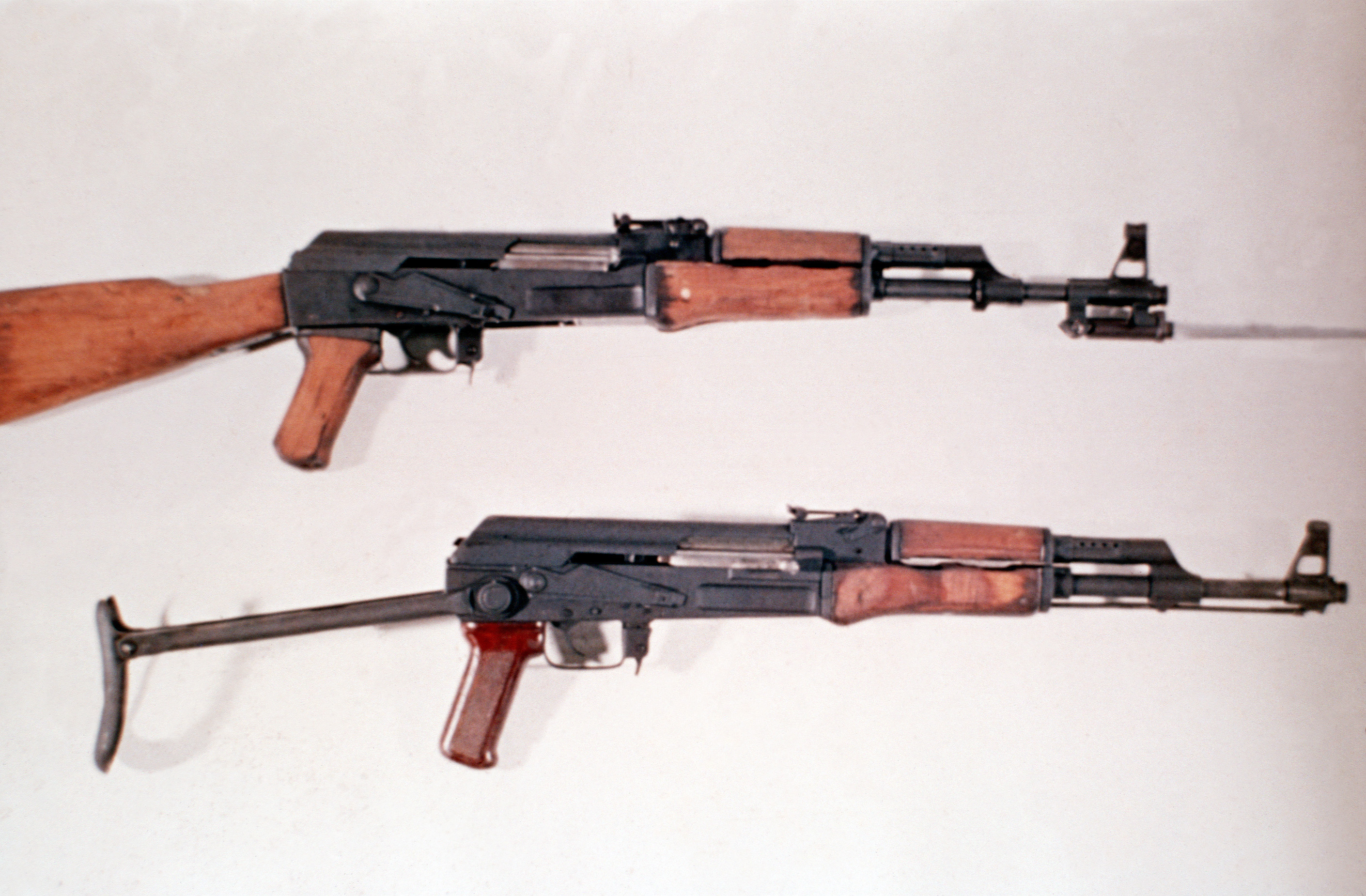
Typ 56 a AKS-47
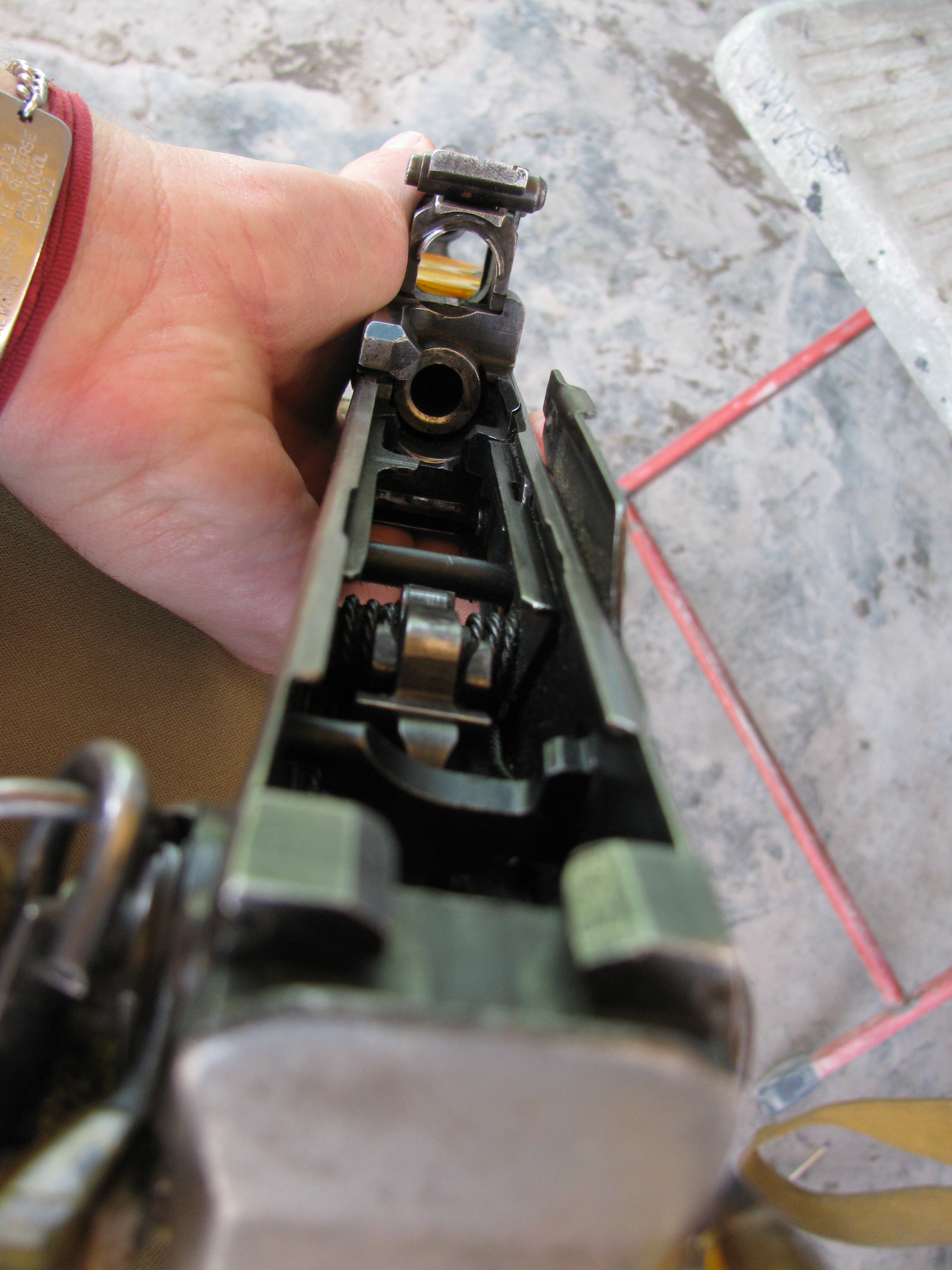
AK-47 při čistění
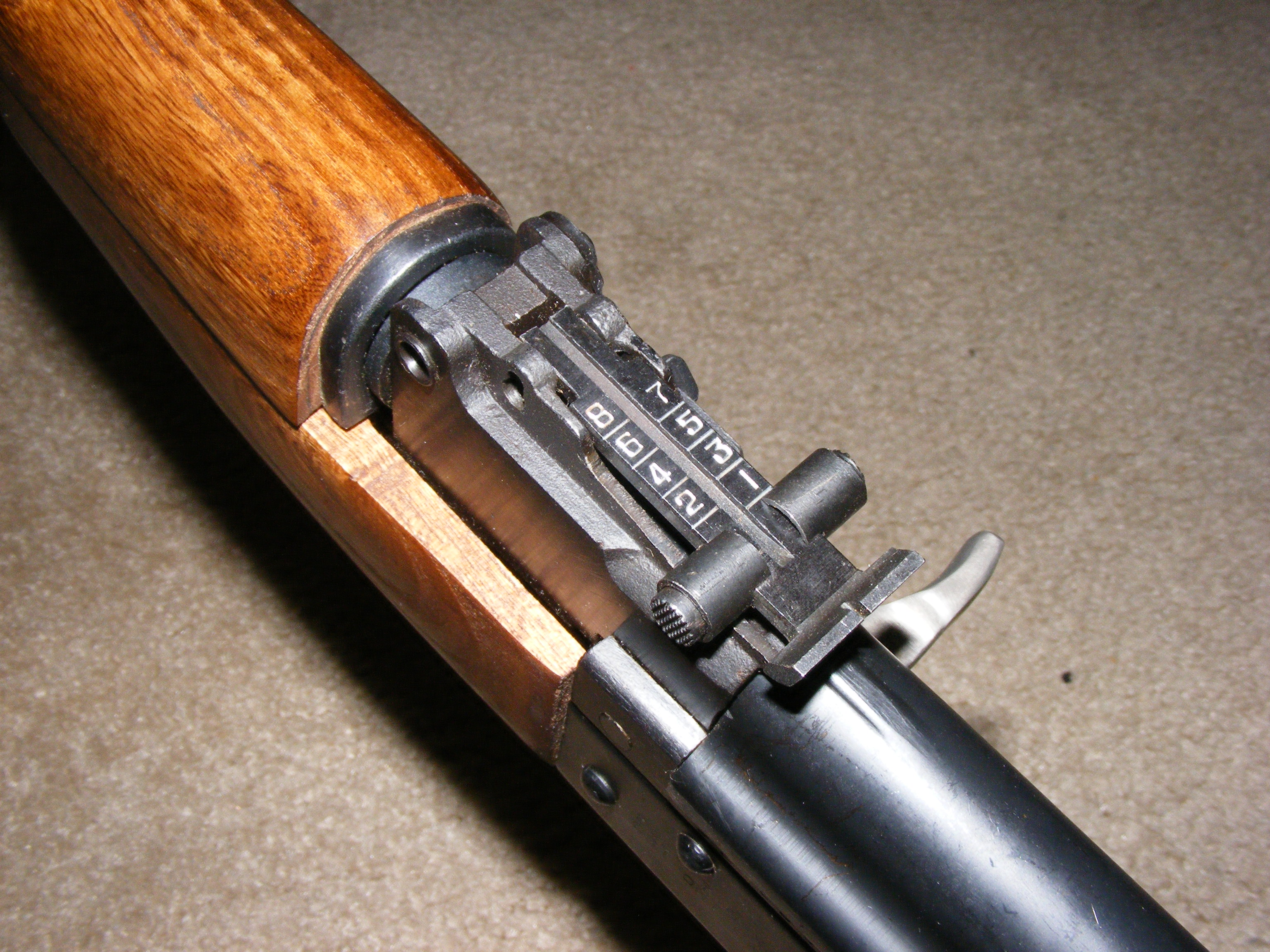
Mířidla čínské Type 56
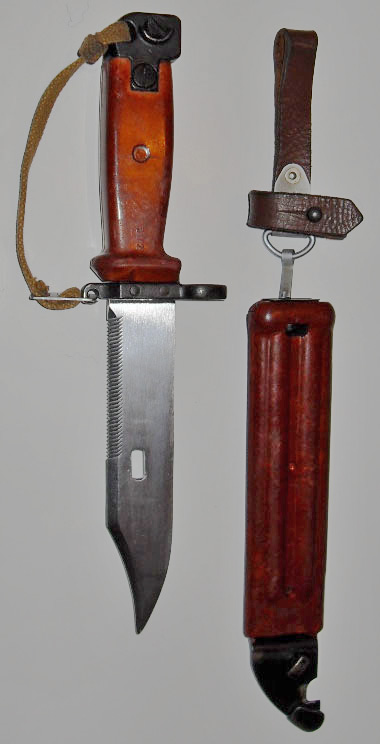
Bajonet určený pro použití na puškách typu Kalašnikov
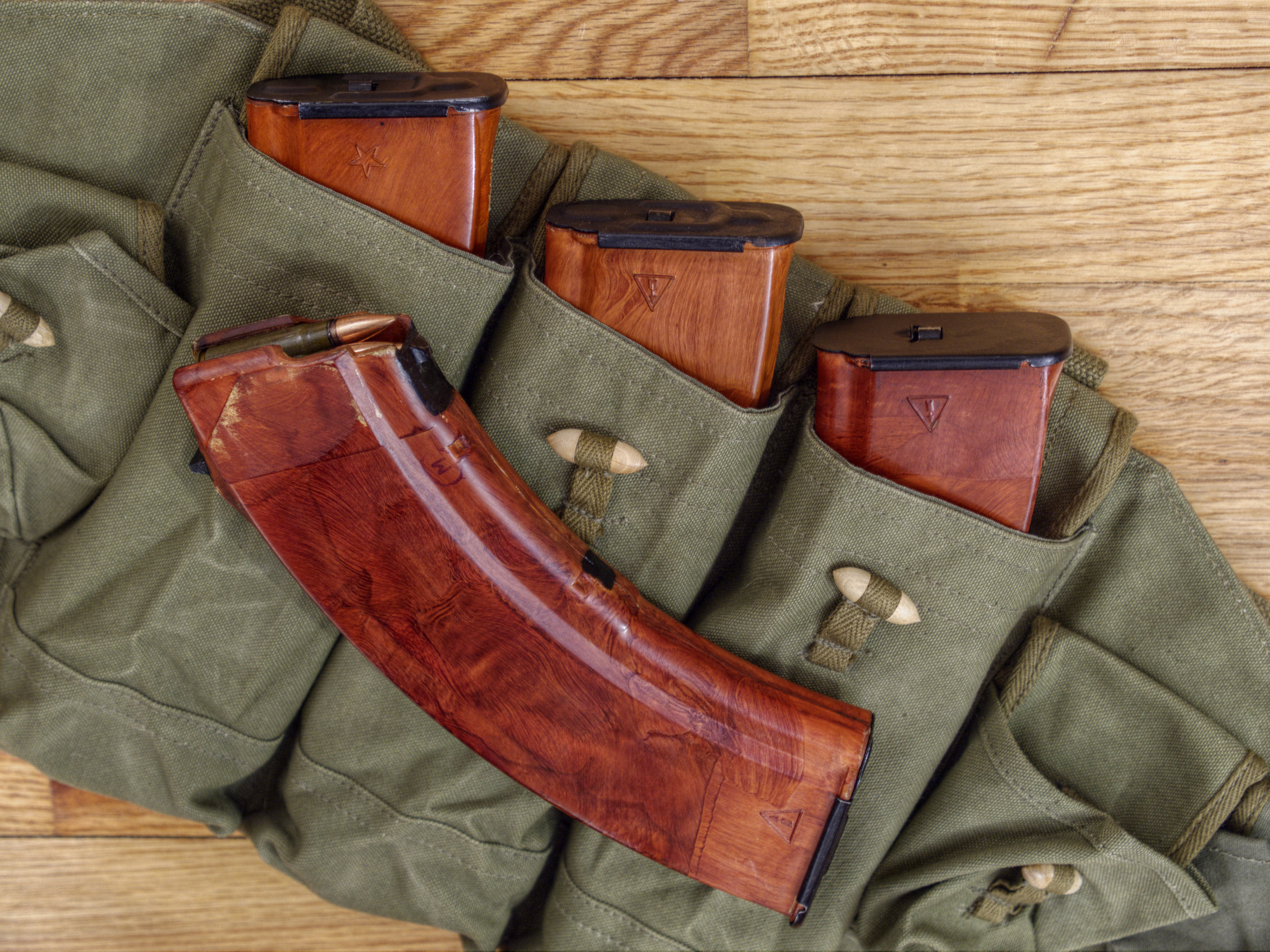
Plastové zásobníky pro AK-47
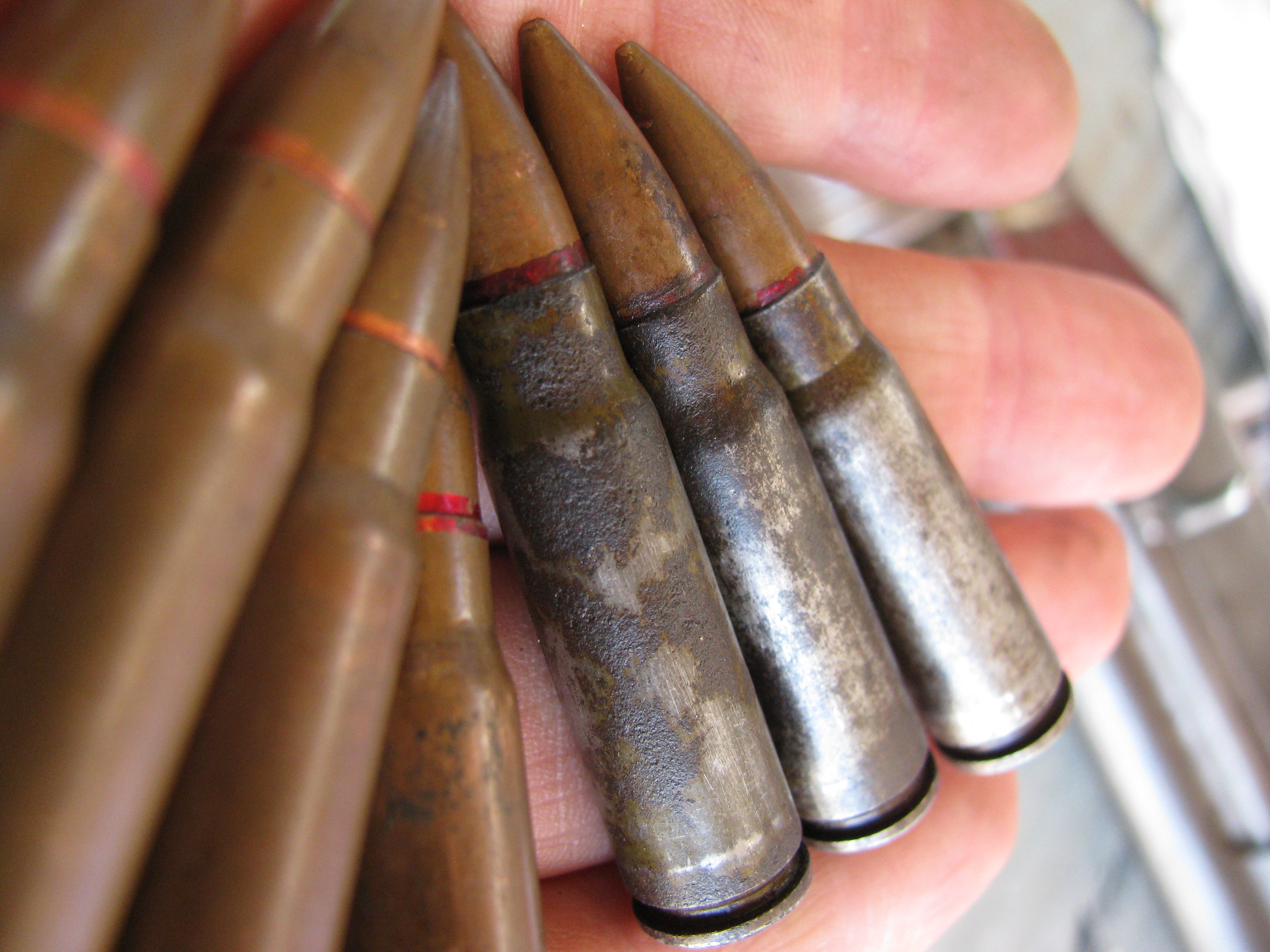
Náboje 7,62 × 39 mm